# Manoir des Comtes
Le Manoir des Comtes, aussi appelé Maison d'Oradour est situé sur la commune de Confolens, en Charente. Construit par les comtes de Confolens, il se trouve plus précisément 16 rue du Soleil, près du pont médiéval du Goire.

## Historique
Ce manoir a été construit au XVe ou XVIe siècle par les comtes de Confolens pour avoir un logement plus confortable que leur château qui tombait en ruines. Les armes des comtes apparaissaient sur l'un des bâtiments, d'où le nom du logis. Ils ne semblent cependant jamais y avoir habité, et le plus ancien propriétaire connu est M. Guimard, receveur du comté.
Le bâtiment nord date du XVIIe siècle.
Au XVIIIe siècle, il est vendu à Nicolas Marcillac d'Oradour, d'où le second nom du manoir. En 1793, il appartient à la commune et sert de prison aux prisonniers espagnols des guerres napoléoniennes. En 1826, le manoir appartient à M.Decauffour, receveur.
Le 7 novembre 1973, le manoir (façades et toitures) est inscrit monument historique.

## Architecture
Le Manoir des Comtes comprend quatre corps de logis distincts, dont un plus bas et plus récent, le plus proche du pont du Goire. Les trois corps de logis principaux s'articulent autour d'une cour donnant sur la rivière.
Celui le plus à l'est n'a pas de façade côté rue du Soleil, contrairement aux trois autres bâtiments. Le corps de logis rectangulaire a un toit pointu à deux pans. Il possède trois étages ainsi qu'une chapelle voûtée en ogives. Le corps de logis de plan carré est légèrement plus haut que le précédent, et possède un toit à quatre pans en forme de calotte. Sa façade sur rue est percée d'une porte Renaissance.
Le dernier corps de logis possède une poterne surmontée d'un entablement sur lequel étaient sculpté le blason des comtes de Confolens, encadré par des motifs en X. La cour intérieure possède un puits, et une galerie à trois arcades y mène.
Privé, il ne se visite pas.

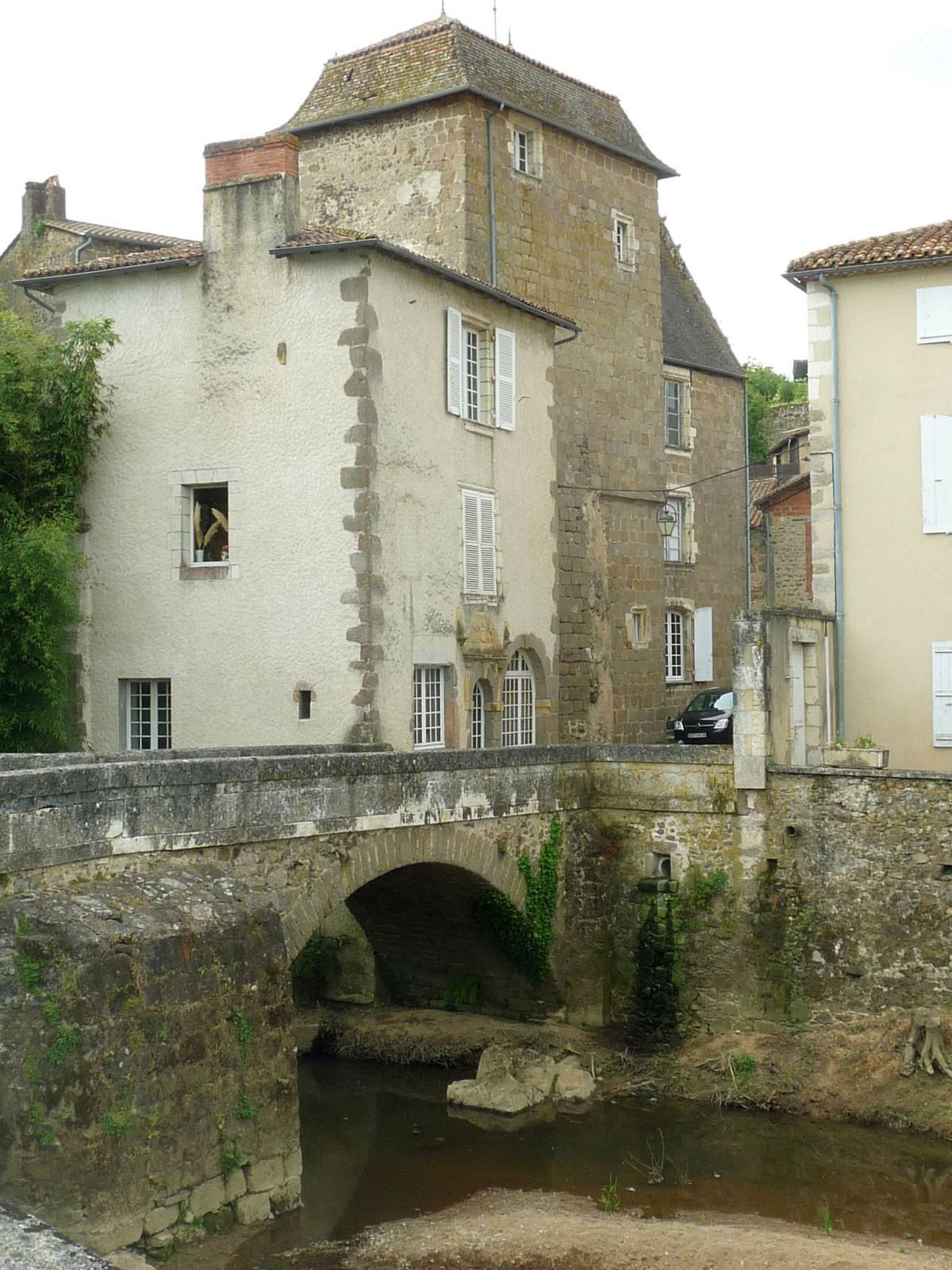
Le pont du Goire et la rue du Soleil
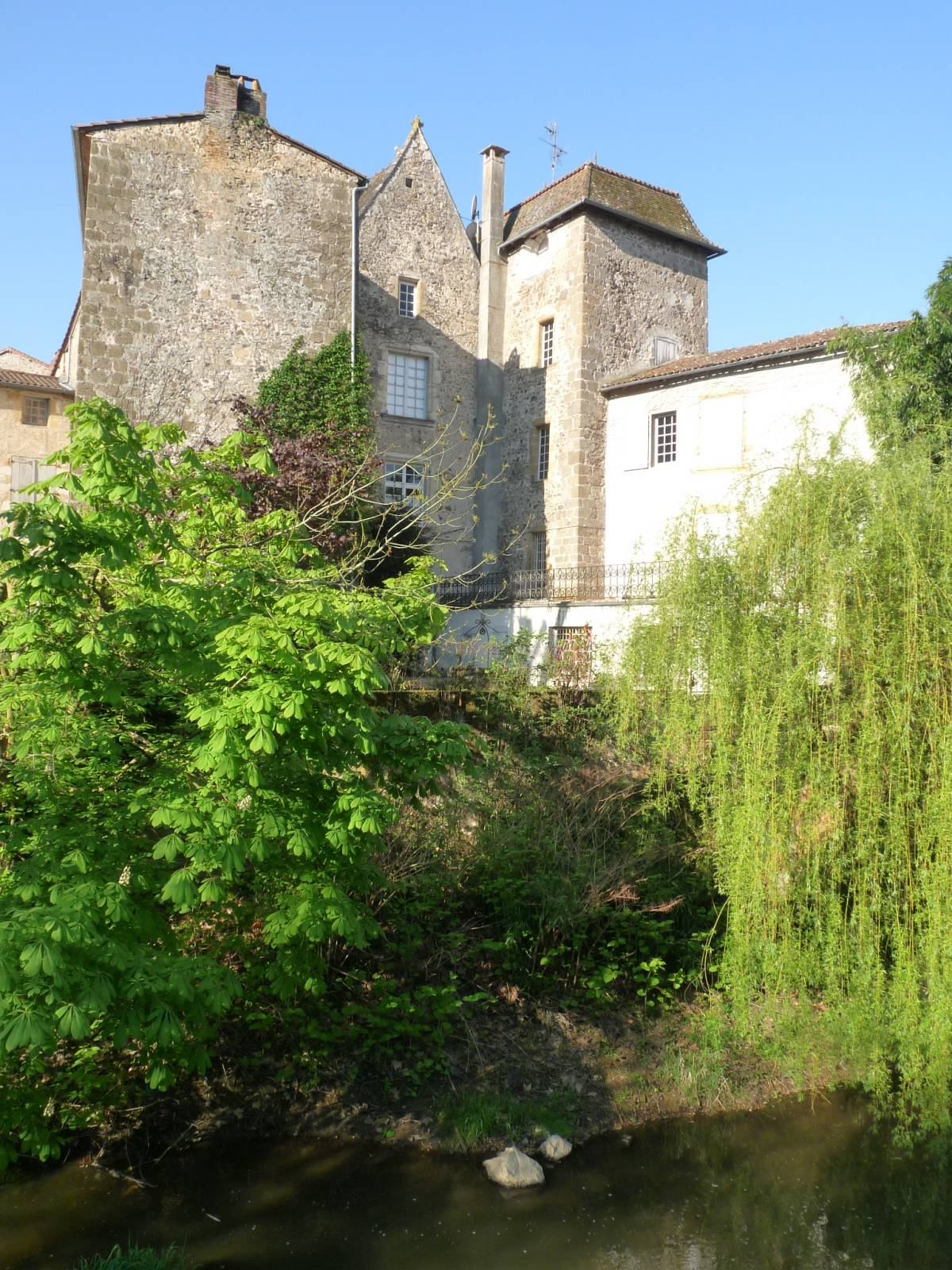
Les quatre corps de logis vus du Goire